# Bobby Hamilton

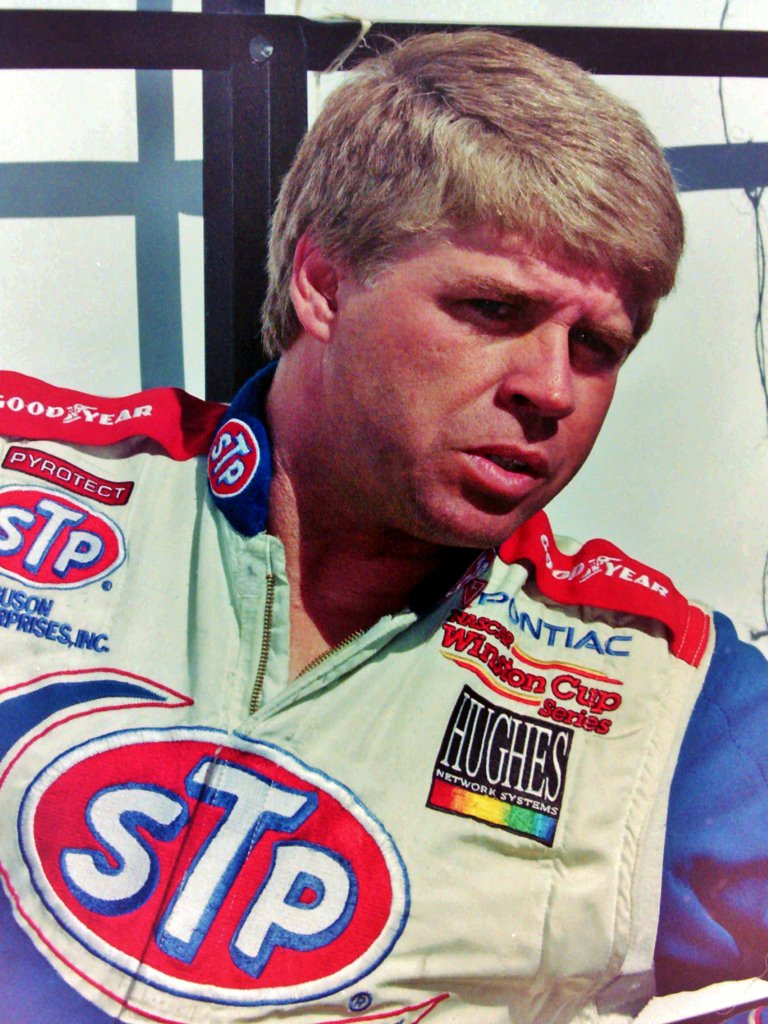
Hamilton in 1998

Charles Robert (Bobby) Hamilton, Sr. (29 mei 1957 – 7 januari 2007) was een Amerikaans autocoureur. Hij won in 2004 de NASCAR Craftsman Truck Series championship. Zijn zoon Bobby Hamilton, Jr. (8 januari 1978) is ook autocoureur.
Hij won in alle categorieën van NASCAR, de Busch Series, Winston Cup en de Craftsman Truck Series.
Hij overleed in 2007 aan kanker, hij is 49 jaar geworden.